# Dynes Pedersen
Dynes Snejstrup Pedersen (26 maggio 1893 – 28 dicembre 1960) è stato un ginnasta danese.

## Palmarès

### Olimpiadi
- 1 medaglia:
  - 1 argento (Anversa 1920 nel concorso svedese a squadre)